# О’Хара против Главного констебля Королевской полиции Ольстера
О’Хара против Главного констебля Королевской полиции Ольстера (англ. O’Hara v. Chief Constable of the Royal Ulster Constabulary) — прецедентное решение, в котором для оценки правомерности ареста была рассмотрена информация, которой располагал конкретный производящий арест полицейский. Решение было вынесено Апелляционным комитетом Палаты лордов Соединённого Королевства Великобритании и Северной Ирландии по поводу жалобы жителя Северной Ирландии Джерарда О’Хары на незаконное задержание офицерами Королевской полиции Ольстера, посредством которого было установлено, что достаточным основанием для задержания лица по подозрению в совершении преступления является искренняя убеждённость офицера полиции в причастности лица к преступной деятельности (genuine belief) в сочетании с объективно проверяемыми основаниями задержания (reasonable grounds that can be examined objectively). Таким образом, лорды апелляционной инстанции отказали мистеру О’Харе в удовлетворении его жалобы.

## Предыстория
17 декабря 1983 года боевики Временной Ирландской республиканской армии взорвали бомбу мощностью 14 кг в тротиловом эквиваленте, установленную в автомобиле, который они припарковали неделей ранее около знаменитого лондонского универмага «Harrods». В результате террористического акта погибли 6 человек (среди них трое полицейских) и 90 получили ранения различной степени тяжести. В ответ на данный теракт власти Соединённого Королевства в 1984 году внесли в Закон от 1974 года «О предупреждении терроризма (с временными положениями)» дополнения, расширившие полномочия полиции и спецслужб по противодействию террористической деятельности. В частности, упомянутым Законом разрешалось арестовывать лиц, подозреваемых в совершении, подготовке или подстрекательстве к террористической деятельности без ордера на срок до 48 часов (с разрешения Министра внутренних дел Соединённого Королевства срок ареста можно было продлить на 5 суток), а также обыскивать их без ордера при совершении ареста.

## Фабула дела
21 ноября 1985 года в Лондондерри был убит Курт Кёниг — 38-летний немецкий католик, оказывавший услуги кейтеринга полицейским Северной Ирландии. Убийцы произвели не менее 15 выстрелов по Курту Кёнигу и скрылись с места преступления. Ответственность за данное деяние взяла на себя Временная ИРА, в связи с чем детективы Королевской полиции Ольстера квалифицировали происшествие как террористический акт. 28 декабря 1985 года в 6 часов 15 минут утра офицеры полиции пришли с обыском в дом № 72 по Данкрегган роуд, Лондондерри, где проживал Джерард О’Хара. Последний был доставлен в полицейский участок Каслри в Белфасте, допрошен и помещён под стражу по подозрению в причастности к убийству Курта Кёнига на основании Закона от 1984 года «О предупреждении терроризма (с временными положениями)». 13 января 1986 года О’Хара был освобождён из-под стражи без предъявления обвинения.
В своей жалобе Джерард О’Хара указал на то, что детектив-констебль Стюарт при разъяснении причины ареста О’Хары пояснил последнему, что в ходе брифинга, проходившего в помещении полицейского участка Стрэнд-роуд, в 5 часов 30 минут утра 28 декабря 1985 года старший офицер инспектор Браун указал Стюарту на О’Хару, как на подозреваемого, при этом доказательств причастности О’Хары к террористическому акту детективу-констеблю Стюарту представлено не было.
Лорды апелляционной инстанции, рассмотрев материалы дела, пришли к выводу, что у детектива-констебля Стюарта не было оснований сомневаться в добросовестности вышестоящего офицера полиции, следовательно указание вышестоящего офицера, даже не зная о наличии или отсутствии доказательств вины лица подлежащего аресту, вполне можно рассматривать в качестве разумного основания для ареста лица по подозрению в совершении преступления.